# بروس ماثر (لاعب هوكي جليد)
بروس ماثر (بالإنجليزية: Bruce Mather)‏ هو لاعب هوكي جليد أمريكي، ولد في 25 يوليو 1926 في بيلمونت (ماساتشوستس) في الولايات المتحدة، وتوفي في 9 أكتوبر 1975.

## وصلات خارجية
- بروس ماثر على موقع EliteProspects.com (الإنجليزية)
- بروس ماثر على موقع HockeyDB.com (الإنجليزية)
- بروس ماثر على موقع أوليمبيديا (الإنجليزية)